# Socodor
Socodor é uma comuna romena localizada no distrito de Arad, na região histórica da Transilvânia. A comuna possui uma área de 112.60 km² e sua população era de 2271 habitantes segundo o censo de 2007.